# Enicospilus amboni
Enicospilus amboni là một loài tò vò trong họ Ichneumonidae.